# Contea di Douglas (Colorado)
La contea di Douglas (in inglese Douglas County) è una contea dello Stato del Colorado negli Stati Uniti. La popolazione al censimento del 2000 era di 175 766 abitanti, mentre nel 2020 di 357 978, il che indica una forte crescita demografica. Il capoluogo di contea è Castle Rock.

## Geografia
La contea si trova nel centro dello Stato. Si colloca nella parte occidentale delle Grandi Pianure, lungo il Front Range. La contea include diverse aree protette, tra cui la Foresta nazionale di Pike e i parchi statali di Roxborough e Castlewood Canyon. 

### Contee confinanti
- Contea di Arapahoe - nord
- Contea di Elbert - est
- Contea di El Paso - sud-est
- Contea di Teller - sud-ovest
- Contea di Jefferson - ovest

## Storia
La contea fu istituita nel 1861 ed è una delle contee originarie del Territorio del Colorado. Fu chiamata così in onore del politico Stephen A. Douglas.

## Comuni

### Cities
- Castle Pines
- Lone Tree

### Towns
- Castle Rock (capoluogo)
- Larkspur
- Parker

### Census-designated places
- Acres Green
- Carriage Club
- Cottonwood
- Franktown
- Grand View Estates
- Heritage Hills
- Highlands Ranch
- Louviers
- Meridian
- Perry Park
- Roxborough Park
- Sedalia
- Stonegate
- The Pinery
- Westcreek